# Stalojauratje
Stalojauratje är en sjö i Sorsele kommun i Lappland och ingår i Umeälvens huvudavrinningsområde. Sjön har en area på 0,207 kvadratkilometer och ligger 1 095,3 meter över havet. Stalojauratje ligger i Vindelfjällen Natura 2000-område.

## Delavrinningsområde
Stalojauratje ingår i det delavrinningsområde (733506-150905) som SMHI kallar för Utloppet av Stalojauratje. Medelhöjden är 1 127 meter över havet och ytan är 1,26 kvadratkilometer. Det finns inga avrinningsområden uppströms utan avrinningsområdet är högsta punkten. Vattendraget som avvattnar avrinningsområdet har biflödesordning 6, vilket innebär att vattnet flödar genom totalt 6 vattendrag innan det når havet efter 431 kilometer. Avrinningsområdet består mestadels av kalfjäll (84 procent). Avrinningsområdet har 0,21 kvadratkilometer vattenytor vilket ger det en sjöprocent på 16,5 procent.